# Aisthetowithius rossi
Aisthetowithius rossi es una especie de arácnido del orden Pseudoscorpionida de la familia Withiidae.

## Distribución geográfica
Se encuentra en Kenia y Tanzania.